# Ville-sous-Anjou
Ville-sous-Anjou è un comune francese di 1 163 abitanti situato nel dipartimento dell'Isère della regione dell'Alvernia-Rodano-Alpi.

## Società

### Evoluzione demografica
Abitanti censiti